# Montaigu-de-Quercy
 Montaigu-de-Quercy  es una comuna y población de Francia, en la región de Mediodía-Pirineos, departamento de Tarn y Garona, en el distrito de Castelsarrasin. Es chef-lieu y mayor población del cantón homónimo.
Su población en el censo de 1999 era de 1.440 habitantes.
Está integrada en la Communauté de communes de Montaigu-de-Quercy .

## Demografía
| 1589 | 1596 | 1481 | 1526 | 1634 | 1440 |
| Para los censos de 1962 a 1999 la población legal corresponde a la población sin duplicidades (Fuente: INSEE [Consultar]) |      |      |      |      |      |